# Турбина № 3
«Турбина № 3» — советский немой художественный фильм. Вышел на экран 28 июня 1927 года. Другие названия — «Победители ночи» и «Электро».
Фильм не сохранился.

## Сюжет
Строится гидроэлектростанция на одной из северных рек (съёмки фильма осуществлялись на Волховстрое).
Из-за ледохода возникает угроза разрушения плотины. Коллектив строителей спасает плотину.
На фоне строительства развиваются любовные отношения между инженером Сущинским и женой механика Кожуры.
Стройка приближается к концу. Находящийся в санатории из-за болезни инженер Сущинский обнаруживает неправильный расчёт в турбине № 3. Превозмогая болезнь, он возвращается на стройку. Рабочие находят его лишившимся чувств. Сущинский успевает на стройку за несколько секунд до пуска турбины. Катастрофа предотвращена.

## В ролях
- Пётр Кузнецов — Сущинский, инженер
- Марк Галл — Штифт, техник
- Николай Лебедев — Кожура, механик
- Татьяна Гурецкая — Мария, работница
- Виктор Плотников
- Валентина Грибоедова
- Михаил Гипси
- Д. Нестеров

## Съёмочная группа
- Режиссёр: Семён Тимошенко
- Сценаристы: Адриан Пиотровский и Николай Эрдман
- Операторы: Святослав Беляев и Андрей Москвин
- Художник: Борис Дубровский-Эшке

## Критика
В год выхода фильм подвергся жёсткой критике. В частности, в журнале «Рабочий и театр» (1927, № 32, с. 11) утверждалось, что режиссёр пытался «под тенью великой стройки электростанции показать мелкую любовную интрижку».
Кинокритик Марк Зак указывал, что в фильме «превосходно снятые натурные кадры Волховстроя подавляли фигуры людей, казавшихся маленькими на их фоне, как и сама любовная драма между инженером и работницей».
Критик Игорь Раздорский отмечал, что «стремясь к максимальной экранной достоверности», режиссёр Тимошенко достигает «большого эффекта» во многих эпизодах фильма, которые насыщены «подлинным драматизмом» («эпизоды борьбы строителей со стихией во время весеннего ледохода, кадры разъяренной реки, ледяных глыб, угрожающих плотине» и др.). Он писал: «Бетонная громада плотины, подъёмные краны, электрифицированная подвесная дорога, документально снятые операторами С. Беляевым и А. Москвиным, производили на тогдашнего зрителя большое впечатление».
При этом И. Раздорский утверждал: «Именно турбина, а не человек, стала действительным героем этой ленты».